# Карибски пирати: На края на света
„Карибски пирати: На края на света“ (на английски: Pirates of the Caribbean: At World's End) е приключенски филм от 2007 година, третият филм от поредицата „Карибски пирати“. Гор Вербински e режисьор на филма, подобно на предишните две части. Последват го две продължения – В непознати води и Отмъщението на Салазар.

## Сюжет
Внимание:  Текстът по-долу разкрива сюжета на произведението (или части от него)!
Историята следва екипажа на „Черната перла“, който спасява Джак Спароу (Джони Деп) от селенията на Дейви Джоунс и се приготвя за битка срещу Източноиндийската търговска компания, водена от Кътлър Бекет (Том Холандър) и Дейви Джоунс (Бил Най), който планира да унищожи пиратите. Уил Търнър и Елизабет Суон обединяват силите си с капитан Барбоса (Джефри Ръш) и приятелката им Калипсо в отчаяно приключение за освобождаването на капитан Джак Спароу (Джони Деп) от капана на Дейви Джоунс (Бил Най) – докато ужасяващият кораб призрак „Летящият холандец“, под контрола на Източноиндийската търговска компания, сее шок и ужас в Седемте морета. Лавирайки между коварства, предателства и морски бури, те трябва да се доберат до екзотичния Сингапур и да се изправят срещу лукавия китайски пират Сао Фен.

## Телевизионен дублаж
На 21 ноември 2010 г. филмът е излъчен по Нова телевизия с български дублаж на Арс Диджитал Студио. Екипът се състои от:
| Преводач             | Иван Иванов                                                                 |
| Озвучаващи артисти   | Елена Русалиева Николай Николов Владимир Пенев Здравко Методиев Васил Бинев |
| Режисьор на дублажа  | Яна Янева                                                                   |
| Техническа обработка | Арс Диджитал Студио                                                         |
| Тонрежисьор          | Венцислав Велев                                                             |